# Последният бойскаут
„Последният бойскаут“ (на английски: The Last Boy Scout) е американска екшън комедия от 1991 г., режисиран от Тони Скот, с участието на Брус Уилис, Деймън Уейънс, Челси Фийлд, Ноубъл Уилингъм, Тейлър Негрон и Даниел Харис. Филмът е пуснат в САЩ на 13 декември 1991 г.

## Сюжет
Честен таен агент, станал частно ченге, е нает от бивш футболист да пази приятелката му стриптийзьорка.

## В ролите
| Актьор          | Роля            |
| --------------- | --------------- |
| Брус Уилис      | Джо Халенбек    |
| Деймън Уейънс   | Джими Дикс      |
| Челси Фийлд     | Сара Халенбек   |
| Хали Бери       | Кори            |
| Ноубъл Уилингъм | Шелдън Маркоун  |
| Тейлър Негрон   | Мейло           |
| Даниел Харис    | Дариан Халенбек |
| Еди Грифин      | Клубен DJ       |